# 武漢球
武汉球（？—949年8月22日），五代十国后唐、后晋、后汉官员，泽州人。
武汉球年轻时就成為李嗣昭的亲信，後來事奉唐庄宗、唐明宗，担任禁军裨校。清泰年间，石敬瑭與契丹聯合進攻后唐，他于是归附石敬瑭。天福初年，授赵州刺史，入朝为奉国军都指挥使，后来出任曹州刺史。开运初年，改任耀州团练使。后汉高祖刘知远至东京，授任为洺州刺史，武汉球因眼病年高辞任，刘知远说：“洺州小州，卿卧床治理有余力，不要以病相辞。”至洺州不到任期，再以眼病请免。乾祐二年七月廿六丁卯日，前洺州团练使武汉球在京师开封府去世。武汉球虽出身行伍，长于治理，常以聚敛为戒，百姓怀其恩惠，去世时，家无余财。武汉球曾经辟管回为判官。武汉球在汴京去世，管回在洺州未知，一天，对亲人说：“太保派人召我。”于是沐浴，换上新衣冠，无病瞑目而终。家人不知其故，几天后，听说武汉球已经去世。